# Omkoopaffaire Eendracht Aalst
De omkoopaffaire Eendracht Aalst, ook bekend als de zaak Roelandt en De Bruyne, was een omkoopschandaal uit 1997. Verscheidene spelers werden benaderd door twee tussenpersonen, Eddy Roelandt en Bart De Bruyne, die naar eigen zeggen in dienst van Eendracht Aalst werkten. Maar de club en manager Patrick Orlans werden vrijgesproken en hoefden niet naar de tweede klasse te degraderen. Roelandt en De Bruyne werden voor respectievelijk twee en tien jaar geschorst.

## Omkoopschandaal
Eendracht Aalst werd in het seizoen 1996/97 beschuldigd van omkoping in de wedstrijden tegen Antwerp FC, RWDM en Sporting Charleroi. Zo werd RWDM-doelman Dirk Rosez benaderd door Eddy Roelandt. De gewezen trainer en toenmalig jeugdcoördinator van KSK Beveren vertelde Rosez dat hij in dienst van Patrick Orlans, manager van Eendracht Aalst, werkte.
Ook Emmanuel Karagiannis (Antwerp), Rudy Moury (Charleroi) en Michel Rasquin (Charleroi) werden benaderd door iemand die zich voordeed als journalist. Hij liet weten dat hij in dienst van Aalst werkte. Karagiannis herkende de man later op tv-beelden. De zogenaamde journalist bleek spelersmakelaar Bart De Bruyne te zijn.
Eendracht Aalst dreigde naar tweede klasse verwezen te worden en ook manager Orlans hing een schorsing boven het hoofd. De Controlecommissie van de Koninklijke Belgische Voetbalbond (KBVB) stelde echter dat er niet kon bewezen worden dat Roelandt en De Bruyne in dienst van Aalst op pad waren gestuurd. Roelandt werd geschorst voor twee jaar; De Bruyne kreeg een schorsing van tien jaar.